# Банковская группа
Банковская группа — объединение юридических лиц, в котором одно юридическое лицо или несколько юридических лиц находятся под контролем либо значительным влиянием одной кредитной организации.

## Определение
Согласно Федеральному закону «О банках и банковской деятельности» банковской группой признаётся не являющееся юридическим лицом объединение юридических лиц, в котором одно юридическое лицо или несколько юридических лиц находятся под контролем либо значительным влиянием одной кредитной организации.

## Банковская группа и банковский холдинг
Банковскую группу следует отличать от банковского холдинга. Согласно закону «О банках и банковской деятельности», банковский холдинг - это не являющееся юридическим лицом объединение юрлиц с участием одной или нескольких кредитных организаций. Его головная структура - юридическое лицо, не являющееся кредитной организацией. Она имеет возможность прямо или косвенно оказывать существенное влияние на решения, принимаемые органами управления входящих в холдинг кредитных организаций.
То есть банковским холдингом в отличие от банковской группы, согласно российскому законодательству, управляет организация, не являющаяся кредитной, не обладающая лицензией Центрального банка . Контроль и значительное влияние для определения участников банковской группы и составления отчетности, установленной настоящим Федеральным законом, определяются в соответствии с Международными стандартами финансовой отчетности, признанными на территории Российской Федерации.

## В России
Примером банковской группы можно назвать ВТБ. В его группу входят банк ВТБ 24, «ВТБ Лизинг», «ВТБ Девелопмент», «ВТБ Капитал Управление Активами», «ВТБ Специализированный депозитарий», «МультиКарта», «ВТБ Капитал», СК «ВТБ Страхование», НПФ «ВТБ Пенсионный фонд», «ВТБ Долговой центр», «ВТБ Пенсионный администратор», «ВТБ Факторинг», 12 дочерних банков на территории СНГ, а также несколько банков дальнего зарубежья. В рамках банковской группы банки — её участники могут заниматься одними и теми же услугами, например инвестиционным банкингом, или иметь разные направления деятельности: одни банки группы, например, могут специализироваться на корпоративном кредитовании, а другие — на потребительском. В этом случае банки дополняют друг друга.